# Hasan Majuni
 (octobre 2021).
Si vous disposez d'ouvrages ou d'articles de référence ou si vous connaissez des sites web de qualité traitant du thème abordé ici, merci de compléter l'article en donnant les références utiles à sa vérifiabilité et en les liant à la section « Notes et références ».
Hasan Majuni (Persan: حسن معجونی) est un acteur iranien, né le 18 janvier 1968 à Zanjan  en Iran.

## Carrière
Il a joué dans les séries télévisées Mosafran (Persan : مسافران) en Français : Voyageurs de Rambod Javan, Shamdani (Persan : شمعدانی) en Français: Géranium de Soroush Sehhat. Il a joué aussi dans le film de Pig de Mani Haghighi,